# IC 6
IC 6 ist eine elliptische Galaxie vom Hubble-Typ E0 im Sternbild Fische auf der Ekliptik. Sie ist schätzungsweise 280 Millionen Lichtjahre von der Milchstraße entfernt und hat einen Durchmesser von etwa 65.000 Lj.
Im selben Himmelsareal befinden sich u. a. die Galaxien IC 8 und IC 12.
Das Objekt wurde am 23. September 1867 vom US-amerikanischen Astronomen Truman Henry Safford entdeckt.